# Dendre
Dendre är ett vattendrag i Belgien.   Det ligger i regionen Flandern, i den centrala delen av landet, 27 km nordväst om huvudstaden Bryssel.
Omgivningarna runt Dendre är en mosaik av jordbruksmark och naturlig växtlighet. Runt Dendre är det tätbefolkat, med 819 invånare per kvadratkilometer.